# Goldhaber-Experiment
Das Goldhaber-Experiment, benannt nach Maurice Goldhaber, ist ein quantenphysikalisches Experiment, das erstmals 1957 am Brookhaven National Laboratory durchgeführt wurde. Mit ihm wurde zum ersten Mal die Helizität des Neutrinos bestimmt, nachdem ein Jahr zuvor die Paritätsverletzung der schwachen Wechselwirkung entdeckt worden war.

## Hintergrund
Im Experiment wird ein 152Eu-Kern in einem isomeren (metastabilen) Zustand verwendet, der durch K-Einfang zerfällt. Dabei wird ein Neutrino emittiert:
{\displaystyle {}^{\text{152m}}{\text{Eu}}+{\text{e}}^{-}\rightarrow {}^{\text{152}}{\text{Sm}}^{*}+\nu _{e}+950\,{\text{keV}}}
Der Tochterkern 152Sm befindet sich nach dem Zerfall in einem angeregten Zustand, was durch den Stern angedeutet wird. Die Anregungsenergie wird kurze Zeit später durch Gamma-Emission abgegeben:
{\displaystyle {}^{\text{152}}{\text{Sm}}^{*}\rightarrow {}^{\text{152}}{\text{Sm}}+\gamma +961\,{\text{keV}}}
Die Abregungsenergie verteilt sich hier allerdings auf den Rückstoß des Sm-Kerns und das Gamma-Quant.
Der Elektroneneinfang und die anschließende Abregung erfüllen eine Reihe von Voraussetzungen, ohne die das Experiment in dieser Form nicht möglich wäre:
- Spinfolge 0− → 1−  → 0+
- Annähernd gleiche Zerfallsenergien bei beiden Übergängen (Abweichung ca. 1 %)
- Sehr kurze Lebensdauer des 152Sm* (τ = 3×10−14 s)

Bei der Planung des Experiments war sich Goldhaber zunächst nicht sicher, ob es überhaupt ein Isotop gibt, welches diese Voraussetzungen erfüllt.

## Bestimmung der Flugrichtung des Neutrinos

Schematischer Aufbau des Goldhaber-Experiments.

Die Grafik rechts zeigt den Aufbau des Experiments. Der Nachweis der Gamma-Quanten aus dem Sm-Zerfall beruht auf der resonanten Streuung der Gamma-Quanten an einem Sm2O3-Target, welches ringförmig um den Detektor angebracht ist. Die Bleiabschirmung hindert Zerfallsphotonen aus der 152Eu-Quelle daran, den Detektor direkt zu erreichen. Die resonante Streuung findet über Kernresonanzabsorption des Photons durch einen Sm-Kern und anschließende spontane Emission statt:
{\displaystyle \gamma +{}^{\text{152}}{\text{Sm}}\rightarrow {}^{\text{152}}{\text{Sm}}^{*}\rightarrow {}^{\text{152}}{\text{Sm}}+\gamma }
Eine resonante Absorption am Samarium wäre im Normalfall nicht möglich, da das vom 152Sm* nach dem Zerfall des 152Eu in der Quelle emittierte Photon aufgrund des Kernrückstoßes nicht die gesamte Energie von 961 keV besitzt: Die Rückstoßenergie beträgt etwa 3,2 eV, während die natürliche Linienbreite nur etwa 10−2 eV beträgt. Demnach kann keine Absorption stattfinden, da die Energie des Photons deutlich kleiner als die benötigte Anregungsenergie ist.
Allerdings befindet sich in diesem Fall das 152Sm*-Atom nicht in Ruhe, sondern bewegt sich wegen der Emission des Neutrinos kurz zuvor. Durch die sehr kurze Lebensdauer erfolgt hier keine Relaxation durch Wechselwirkungen mit dem Gitter des umgebenden Festkörpers. Da nun die Energie des emittierten Neutrinos annähernd der Energie des Gamma-Übergangs entspricht, sollten sich die beiden Energien durch Dopplerverschiebung der Wellenlänge kompensieren, sofern das Gamma-Quant und das Neutrino entgegengesetzt emittiert wurden (wie in der Abbildung dargestellt). Bei einer um 180° entgegengesetzten Emission beträgt die Abweichung der Energie des Gamma-Quants zur Resonanzenergie so nur etwa 10−4 eV, ist also deutlich kleiner als die natürliche Linienbreite von 10−2 eV. Dieser „Trick“ macht also eine resonante Absorption möglich; jedoch nur, falls das Neutrino nach oben emittiert wurde – ansonsten ist die Energiedifferenz zu groß, und die Gamma-Quanten erreichen nicht den Detektor. Man erhält auf diese Weise also eine Information über die Emissionsrichtung des Neutrinos.

## Bestimmung der Neutrino-Helizität
Die Neutrino-Helizität lässt sich aus der Betrachtung der Spin-Struktur des Zerfalls ableiten. Dabei ist natürlich die Erhaltung des Drehimpulses zu berücksichtigen. Im Folgenden geben einfache Pfeile die Impulse der Teilchen an und Doppelpfeile den Spin an, wobei ein kurzer Doppelpfeil für Spin ½  steht.
Beim Zerfall des 152mEu befindet sich der Ausgangskern im 0− Zustand. Da der Übergang ein reiner Gamow-Teller-Zerfall ist, hat der Tochterkern den Zustand 1−. Der Drehimpuls des Ausgangszustands ist ½, da der Kern einen Spin von 0 und das K-Schalen-Elektron den Bahndrehimpuls l=0, aber Spin ½ hat. Da das Neutrino einen Spin ½ davonträgt, muss der Spin des Tochterkerns dem des Neutrinos entgegengerichtet sein. Es können somit folgende zwei Zerfälle stattfinden:
{\displaystyle {\begin{array}{ccccccccccc}\Leftarrow &&\Rightarrow &&\Leftarrow \Leftarrow &&\Rightarrow &&\Leftarrow &&\Rightarrow \Rightarrow \\{}^{152}{\text{Eu}}&\longrightarrow &\nu _{e}&+&{}^{152}{\text{Sm}}^{*}&\quad {\text{oder}}\quad &{}^{152}{\text{Eu}}&\longrightarrow &\nu _{e}&+&{}^{152}{\text{Sm}}^{*}\\&&\longleftarrow &&\longrightarrow &&&&\longleftarrow &&\longrightarrow \\\end{array}}}
Daraus folgt, dass das Neutrino im Laborsystem dieselbe Helizität besitzt wie der 152Sm*-Tochterkern: Im ersten Fall −1, im zweiten +1.
Bei der nachfolgenden Gamma-Emission trägt das Photon die Quantenzahlen 1−. Der 152Sm-Kern ist ein gg-Kern (Samarium: Z=62, N=90) und damit im Zustand 0+. Bei einer Emission unter 180° bezüglich der Emissionsrichtung des Neutrinos gilt dann:
{\displaystyle {\begin{array}{ccccccccccc}\Leftarrow \Leftarrow &&&&\Leftarrow \Leftarrow &&\Rightarrow \Rightarrow &&&&\Rightarrow \Rightarrow \\{}^{152}{\text{Sm}}^{*}&\longrightarrow &{}^{152}{\text{Sm}}&+&\gamma &\quad {\text{oder}}\quad &{}^{152}{\text{Sm}}^{*}&\longrightarrow &{}^{152}{\text{Sm}}&+&\gamma \\\longrightarrow &&&&\longrightarrow &&\longrightarrow &&&&\longrightarrow \\\end{array}}}
Bei resonanter Streuung entspricht also die Helizität des Photons der des 152Sm*-Kerns, und damit der des Neutrinos:
{\displaystyle {\mathcal {H}}(\gamma )={\mathcal {H}}(\nu )}
Die Helizität des Photons lässt sich nun dadurch bestimmen, dass der Wirkungsquerschnitt für Compton-Streuung stark von der Polarisierung des streuenden Materials abhängt. Dies wird im Experiment so realisiert, dass zwischen Quelle und Absorber ein magnetisierter Eisen-Block platziert wird (siehe Grafik). Dadurch sind ungefähr 7–8 % der Elektronen im Eisen polarisiert. Ein im Eisen gestreutes Photon verliert einen Teil seiner Energie, so dass keine Resonanzabsorption mehr stattfinden kann. Falls es eine bevorzugte Helizität der Photonen und damit der Neutrinos geben sollte, müssten sich die Zählraten bei entgegengesetzten Polarisationen des Eisens wegen der unterschiedlich starken Streuung unterscheiden. (Hier ist nochmals zu beachten, dass nur nach oben emittierte Neutrinos zu einem Nachweis der Photonen im Detektor führen!)
Tatsächlich liefert der Zählraten-Vergleich eine Neutrino-Helizität von
{\displaystyle {\mathcal {H}}(\nu _{e})=-1{,}0\pm 0{,}3}.

## Konsequenz
Das Experiment hat gezeigt, dass Neutrinos in der Natur nur linkshändig vorkommen, während Antineutrinos rechtshändig sind. Es ist damit eine eindrucksvolle Bestätigung der V-A-Theorie, die die Paritätsverletzung der schwachen Wechselwirkung vorhersagt.